# Team USA Basketball (datorspel)
Team USA Basketball var ett 1992-datorspel som var tillgängligt för spelkonsolen Sega Mega Drive/Genesis. Spelet var en spinoff efter framgången med Bulls vs Lakers datorspel, liksom popularitetsexplosionen av 1992-amerikanska olympiska basketlag, även känt som "Dream Team". Det är det tredje spelet i NBA Playoffs-serien av spel.